# ایدئولوژی آلمانی
ایدئولوژی آلمانی (آلمانی: Die Deutsche Ideologie) و (به انگلیسی: The German Ideology) مجموعه‌ای از دست‌نوشته‌های کارل مارکس و فریدریش انگلس است که در آوریل یا اوایل مه ۱۸۴۶ نوشته شده است. مارکس و انگلس نتوانستند برای این کتاب ناشری پیدا کنند و تا سال‌ها پس از مرگ نویسندگان کتاب منتشر نشد. دیوید ریازانوف در سال ۱۹۳۲ کتاب را تصحیح و مؤسسهٔ مارکس و انگلس مسکو آن را منتشر کرد.
کتاب با هدف نقد نظریه‌های هگلی‌های جوان نوشته شده است و در عین حال بخش مهمی از آن بازگویی نظریهٔ تاریخ کارل مارکس «فهم ماتریالیستی تاریخ» است. از زمان انتشار کتاب، پژوهشگران مارکسیست این کتاب را به دلیل اینکه جامع‌ترین و جزئی‌ترین بیان نظریه تاریخ مارکس را ارائه می‌کند بسیار ارزشمند دانسته‌اند.

## تاریخچه
مارکس و انگلس در پاییز سال ۱۸۴۵، زمانی که در بروکسل بودند شروع به تألیف این کتاب کردند. هدف اصلی از نگارش این کتاب پاسخ به دیدگاه‌های هگلی‌های جوان به ویژه مارکس اشترنر، فوئرباخ و برونو باور بود. انگلس با این که در تألیف کتاب مشارکت داشت، اما خود بعدها اعلام کرد که مارکس نقش اصلی را در نوشتن این کتاب داشته است. در متن اصلی کتاب، مقدمه، برخی تغییرات و ضمیمه‌ها با دست خط مارکس است و بخش عمده‌ای از آن به جز فصل پنج از جلد دوم و برخی قسمت‌های فصل سوم از جلد اول به دست خط ژوزف ویدمیر است. فصل پنجم از جلد دوم را نیز موشه هس نوشته و مارکس و انگلس آن را ویرایش کرده‌اند. متن آلمانی کتاب حدود ۷۰۰ صفحه است.

## نگاه کلی
این کتاب از مهم‌ترین نوشته‌های مارکس و انگلس به‌شمار می‌رود و حاوی نکات بسیار مهمی از دیدگاهی مارکس دربارهٔ ماتریالیسم تاریخ و جامعهٔ کمونیستی است. در این کتاب است که مارکس برای نخستین بار صورت بندی مد نظرش را از ادوار تاریخی حرکت جامعه و جامعهٔ بی‌طبقهٔ کمونیستی، تشریح کرده‌است.